# آرارات (نوشیدنی)
آرارات، (ارمنی: Հայկական կոնյակ) یک نام تجاری برندی ارمنستانی (به سبک کنیاک) است که از سال ۱۸۸۷ توسط کارخانه برندی ایروان تولید می‌شود این برندی از انگورهای سفید ارمنستانی تولید می‌شود.
در چهارمین دوره مسابقات مشروبات الکلی که در ۱۷ مارس ۲۰۲۱ در لندن برگزار شد کنیاک ARARAT Nairi موفق به کسب مدال طلا شد. کنیاک ARARAT Nairi که در سال ۱۹۶۷ تأسیس شد است و در معتبرترین مسابقات جهان بیش از ۳۰ مدال طلا کسب کرده‌است.